# Sistema de Avaliação da Educação Básica
O Sistema Nacional de Avaliação da Educação Básica (Saeb) é um conjunto de sistemas de avaliação do ensino brasileiro, desenvolvido e gerenciado pelo Instituto Nacional de Estudos e Pesquisas Educacionais Anísio Teixeira (Inep), autarquia do Ministério da Educação (MEC) e é baseado na Teoria da Resposta ao Item (TRI).
O Saeb é realizado por meio de testes e questionários realizado de dois em dois anos na rede pública e por amostragem na rede privada. O resultado da avaliação é um indicativo da qualidade do ensino brasileiro e oferece subsídios para a elaboração, o monitoramento e o aprimoramento de políticas educacionais com base em evidências. Ademais, os dados apurados compõem o Índice de Desenvolvimento da Educação Básica (Ideb).
Os levantamentos de dados abrangem uma amostra probabilística representativa dos 26 estados e do Distrito Federal. O sistema tem como objetivos aferir os conhecimentos e habilidades dos alunos, mediante aplicação de testes, com a finalidade de avaliar a qualidade do ensino ministrado; verificar os fatores contextuais e escolares que incidem na qualidade do ensino — condições infra-estruturais das unidades escolares; perfil do diretor e mecanismos de gestão escolar; perfil do professor e práticas pedagógicas adotadas; características socioculturais e hábitos de estudo dos alunos.
Até 2018, o sistema era composto, em caráter complementar, pela Avaliação Nacional da Educação Básica (Aneb), a Avaliação Nacional do Rendimento Escolar (Anresc) e a Avaliação Nacional de Alfabetização (ANA).  A partir de 2018, as avaliações de todas as competências é feita diretamente a partir dos testes do Saeb.
A Avaliação Nacional da Educação Básica (Aneb) produz informações a respeito da realidade educacional por regiões brasileiras. É aplicada para os alunos do 3º ao 5º ano do Ensino Fundamental e Ensino Médio, da rede pública e particular. É  uma avaliação amostral.
A Avaliação Nacional do Rendimento Escolar (ANRESC) ou Prova Brasil, se diferencia da ANEB por focar nos alunos do 5º e 9º ano do Ensino Fundamental, por ser uma avaliação censitária e por ser aplicada apenas na rede pública.
A Avaliação Nacional de Alfabetização (ANA) produz informações a respeito da realidade educacional por regiões brasileiras. É aplicada para os alunos  do  3º ano do Ensino Fundamental da rede pública avaliando a  proficiência de português (leitura e escrita) e matemática.  Ela ocorre a cada 2 anos, sendo que a ultima foi em 2016. Possui como objetivos específicos avaliar o nível de alfabetização dos alunos  e produzir indicadores sobre as condições de oferta do ensino. Como objetivo geral, busca a melhoria da qualidade do ensino e a redução das desigualdades.
Em 2023, a população-alvo do Saeb é: escolas públicas e privadas, localizadas em zonas urbanas e rurais, que possuam estudantes matriculados no 2º ano, no 5º ano e no 9º ano do Ensino Fundamental e na 3ª série e 4ª série do Ensino Médio; e instituições privadas, públicas e conveniadas com o poder público, localizadas em zonas urbanas e rurais, que possuam turmas de creche ou pré-escola da etapa da Educação Infantil.

## História
Realizado desde 1990, o Saeb passou por uma série de mudanças e aprimoramentos ao longo das edições. Os principais marcos são: 
1990-  A primeira edição ocorre de forma amostral com alunos da 1ª, 3ª, 5ª e 7ª séries do ensino fundamental de escolas publicas. 
1995-  Adoção da Teoria de Resposta ao Item (TRI) como nova metodologia de analise dos resultados, sendo possível comparar os resultados das avaliações ao longo do tempo; Início do levantamento de dados contextuais por meio de questionários. 
2001- O Saeb passa a aplicar testes apenas de língua portuguesa e matemática e são adotadas novas matrizes de referência. 
2005- O Saeb é reestruturado pela Portaria Ministerial n.º 931, de 21 de março de 2005; O sistema passa a ser composto por duas avaliações: Avaliação Nacional da Educação Básica (Aneb) e Avaliação Nacional do Rendimento Escolar (Anresc), mais conhecida como Prova Brasil; A avaliação ocorre de forma censitária para a rede publica e amostral para as particulares.   
2007- Os dados coletados passam a ser utilizados para calcular o Índice de Desenvolvimento da Educação Básica (Ideb). 
2013- A Avaliação Nacional da Alfabetização (ANA) passa a compor o Saeb. 
2017- A avaliação torna-se censitária para a 3ª série do ensino médio e é aberta a possibilidade de adesão das escolas privadas. 
2019- Estudo-piloto para a avaliação da educação infantil; testes de língua portuguesa e de matemática para o 2º ano do ensino fundamental já alinhados à BNCC; testes de ciências humanas e de ciências da natureza para o 9º ano do ensino fundamental já alinhados à BNCC.
2021- Implementação da avaliação da educação infantil, realizada por meio da aplicação de questionários eletrônicos para professores e diretores de creches e pré-escolas, bem como gestores das redes. 